# Solomon Kane: Pogromca zła
Solomon Kane: Pogromca zła (ang. Solomon Kane) – brytyjsko-francusko-czeski film fantasy z 2009 roku. Film jest oparty na postaci Solomona Kane'a stworzonej przez amerykańskiego pisarza Roberta E. Howarda. Nie jest jednak ekranizacją żadnej książki tego autora.

## Fabuła[1]
Akcja toczy się w XVII wieku. Solomon Kane walczy z czarnoksiężnikiem, odpowiedzialnym za śmierć jego rodziny.

## Obsada[1]
- James Purefoy – Solomon Kane
- Rachel Hurd-Wood – Meredith Crowthorn
- Jason Flemyng – Malachi
- Samuel Roukin – Zamaskowany Jeździec / Marcus Kane
- Pete Postlethwaite – William Crowthorn
- Alice Krige – Katherine Crowthorn
- Anthony Wilks – Edward Crowthorn
- Patrick Hurd-Wood – Samuel Crowthorn
- Max von Sydow – Josiah Kane
- Philip Winchester – Henry Telford
- Ben Steel – Fletcher
- Isabel Bassett – czarownica
- James Babson – rozbójnik #1
- Marek Vašut – rozbójnik #2
- Geoff Bell – rozbójnik #3
- Mackenzie Crook – ojciec Michael
- Ian Whyte – diabelski żniwiarz